# 自由民主党選挙対策総局長
自由民主党選挙対策総局長（じゆうみんしゅとうせんきょたいさくそうきょくちょう）は、かつて自由民主党に存在した選挙対策用の役職。幹事長に指名され、幹事長直属であった。

## 概要
自民党では従来、選挙の業務を担う役職は幹事長の下に置かれた総務局長であったが、2006年の安倍晋三総裁就任に伴う党役員人事の際に「選挙対策総局長」へ名称が変更され、党三役に準ずる役職に格上げされた。
2007年の自由民主党総裁選挙で選出された福田康夫総裁は2007年9月24日、それまでの「選挙対策総局」を廃止して、総裁直属の「自由民主党選挙対策委員会」を新設し、その長の「自由民主党選挙対策委員長」を「自民党四役」として位置づけ、自由民主党執行部の一角を占める役職とした。
なお、選挙対策委員長新設に伴う党則改正は2008年1月の定期党大会の際に行われた。

## 関連事項
- 自由民主党
- 自由民主党幹事長